# نهر شوجار

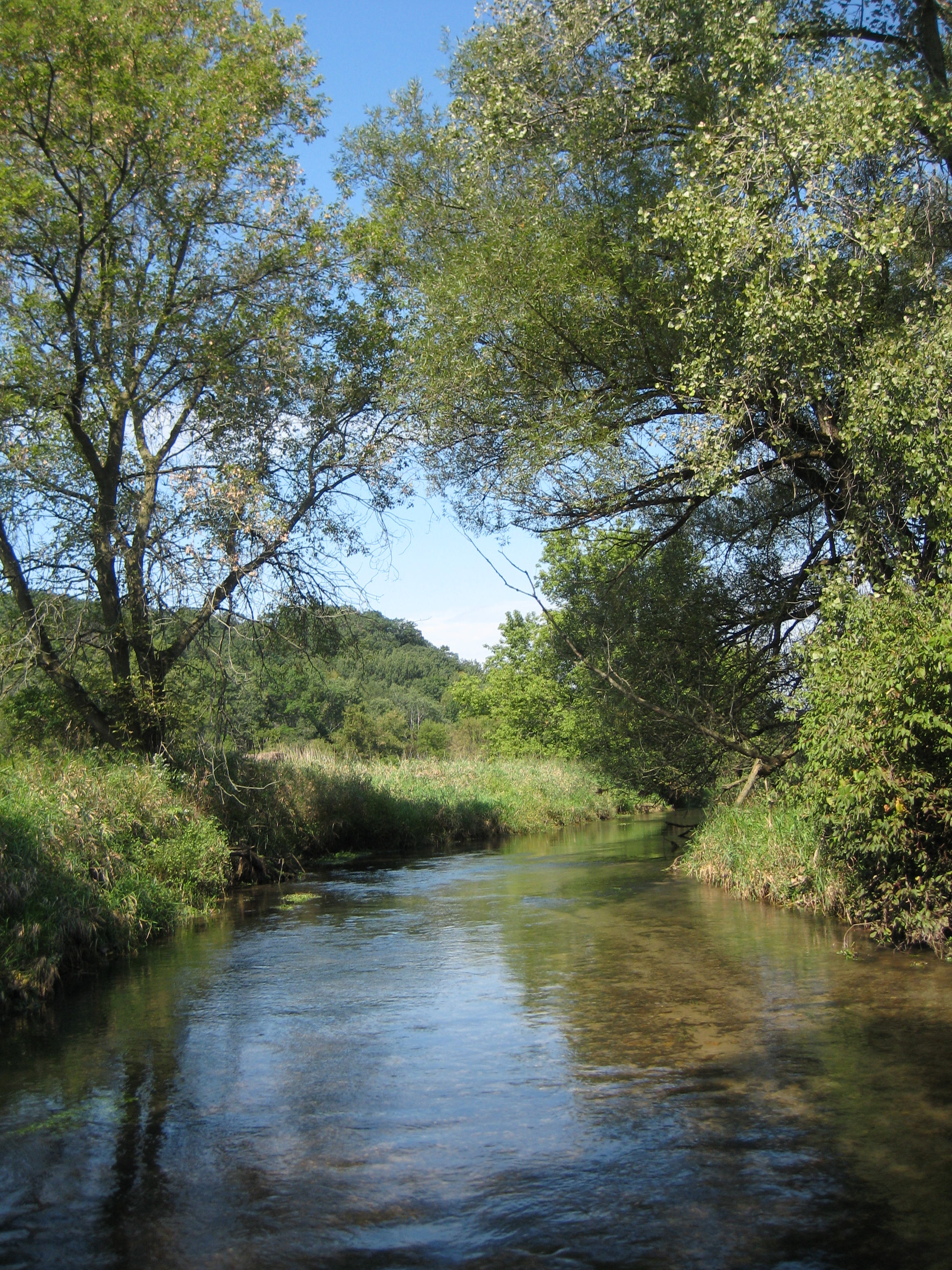
نهر شوغار وهو يمر قرب جبل فيرنون

نهر شوجار أو Sugar River أو نهر السكر أحد روافد نهر بيكاتونيكا، يبلغ طوله تقريبا 160 كم ويقع بولاية ويسكونسن وإلينوي.